# I Can Explain
I Can Explain es una película de comedia muda estadounidense de 1922 dirigida por George D. Baker y protagonizada por Gareth Hughes, Bartine Burkett y Grace Darmond.

## Trama
Como se describe en una revista de cine, Jimmy Berry (Hughes), un joven muy incomprendido, es perseguido por su celoso socio Howard Dawson (Heyes) cada vez que este último lo alcanza. Cuando Howard encuentra a Jimmy y su esposa Dorothy (Darmond) juntos en los campos de golf, intenta dispararle a Jimmy. Mientras Jimmy sostiene que "puede explicarlo todo", Howard no quiere escuchar. Propone que Jimmy se traslade a la oficina de la ciudad de Nueva York y luego a Sudamérica para separarlo de la esposa de Howard. Cuando parte hacia Sudamérica, Dorothy toma el mismo barco y surgen más complicaciones cuando se encuentran juntos al desembarcar. Jimmy es encarcelado por el presidente Gardez (Wallock) y luego se ve involucrado en una revolución organizada por algunos forajidos. Se escapan en un barco que pasa y Jimmy convence a Howard de que está enamorado de su novia, Betty Carson (Burkett). Regresan a los Estados Unidos a tiempo para salvar a Betty de un matrimonio no deseado.

## Reparto
- Gareth Hughes como Jimmy Berry
- Bartine Burkett como Betty Carson
- Grace Darmond como Dorothy Dawson
- Herbert Heyes como Howard Dawson
- Victor Potel como Will Potter
- Nelson McDowell como tío Henry
- Edwin Wallock como Juan Pedro Vistuano Gardez
- Albert Breig como Miguel
- Harry Lorraine como general Huera
- Tina Modotti como Camencita Gardez
- Sidney D'Albrook como López
- Stanton Heck como El Pavor
- William H. Brown como reverendo señor Clark